# Querce al Pino
Querce al Pino (già Montolle) è una frazione del comune italiano di Chiusi, nella provincia di Siena, in Toscana.

## Geografia fisica
Querce al Pino è situato ad ovest della città di Chiusi, nella Val di Chiana senese, a 328 m di altitudine. A sud la frazione è delimitata dal corso del torrente Astrone (22 km), mentre poco a nord dell'abitato, nei pressi di Macciano, si trovano le sorgenti del torrente Gragnano (7 km).
La frazione di Querce al Pino confina a ovest con Macciano, a sud con Sarteano e Cetona, ad est con Chiusi e a nord con Montallese. Dista inoltre 5 km dal capoluogo comunale e circa 80 km da Siena.

## Storia
Inizialmente noto come Montolle, il borgo si sviluppò come nucleo castellano, anche se della struttura del fortilizio non rimane alcuna traccia. Se ne fa menzione in un diploma dell'imperatore Ottone IV del 13 dicembre 1209, indirizzato al vescovo di Chiusi, e in una bolla di papa Onorio III del 7 aprile 1218.
Il moderno centro è sorto in seguito all'abbandono del castello, in epoca rinascimentale, nel punto ove sorgeva un tabernacolo con l'effigie della Madonna, ritenuto miracoloso e venerato dalla popolazione, tanto che nel 1586 il vescovo Masseo Bardi vi fece costruire una chiesa intitolata al Nome di Maria.
Querce al Pino contava 356 abitanti nel 1833.

## Monumenti e luoghi d'interesse

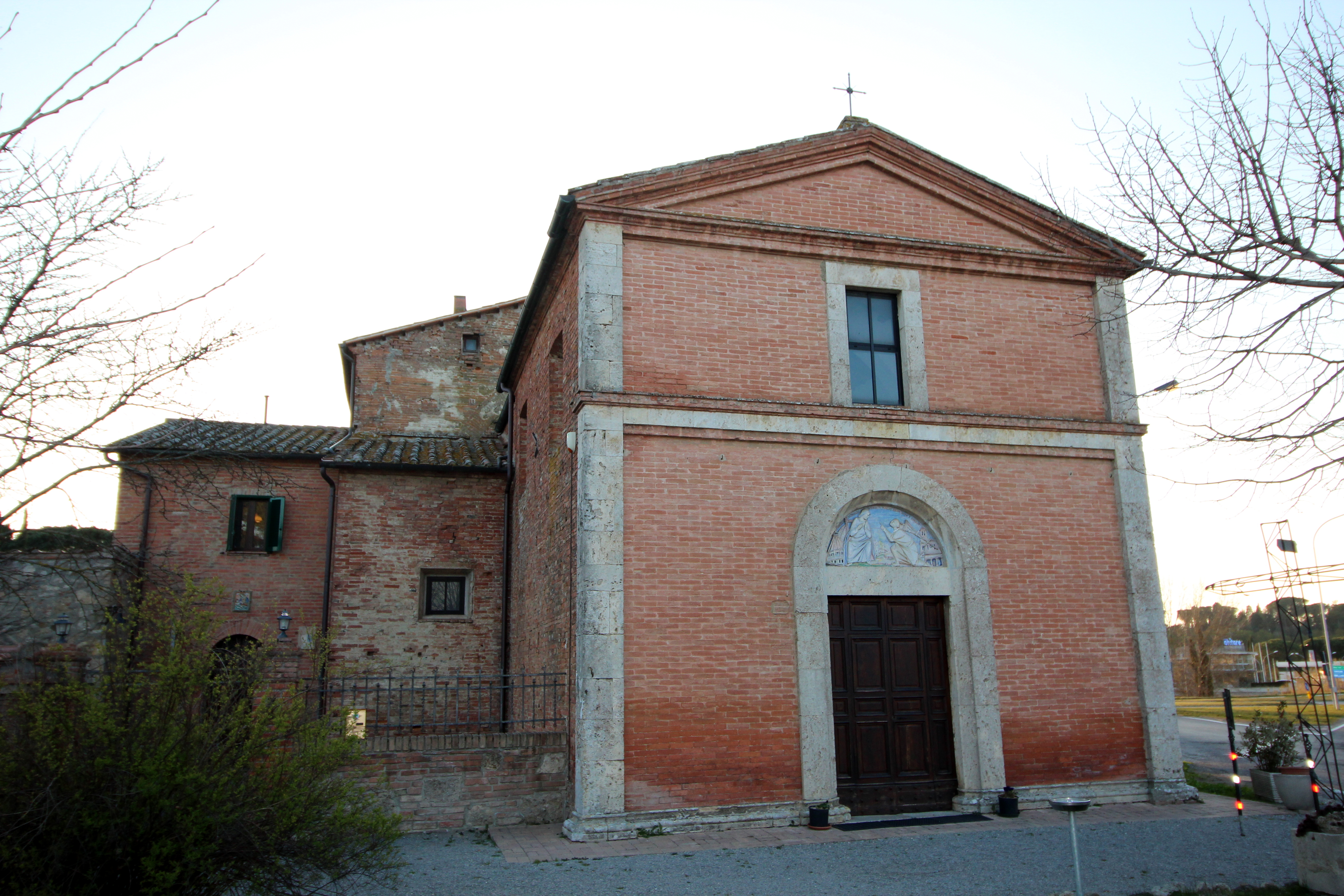
La chiesa del Santissimo Nome di Maria

Al centro del borgo si trova la chiesa del Santissimo Nome di Maria, chiesa parrocchiale della frazione, edificata nel 1586. Fu tenuta prima dai francescani dell'Osservanza (dal 1590), poi dai francescani minori (dal 1606) e poco dopo dai gesuiti, finché anch'essi non lasciarono la chiesa nel 1621. Annessa al seminario di Chiusi, alla soppressione di quest'ultimo fu istituita in parrocchia autonoma. Restaurata e ampliata alla fine del XVIII secolo, conserva all'interno pregevoli opere del XVII e del XVIII secolo.

## Infrastrutture e trasporti
A Querce al Pino è situato lo svincolo "Chiusi-Chianciano Terme" dell'autostrada A1, e qui inoltre si intersecano l'ex strada statale 478 di Sarteano e la provinciale 146 di Chianciano.